# Inceptisòl

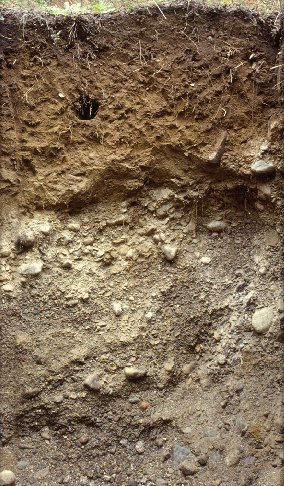
Perfil d'un inceptisòl

Els Inceptisòls són un ordre de sòls que pertany a la Classificació dels sòls del Departament d'Agricultura dels Estats Units, equivalent en certa manera als Cambisòls segons el Sistema Internacional de Classificació de Sòls definit per la Unió Internacional de Ciències del Sòl (UISS) i l'Organització de les Nacions Unides per a l'Agricultura i l'Alimentació (FAO). Es tracta de sòls joves o, com el seu nom indica, «incipients» pel que fa al seu grau de desenvolupament.
Es caracteritzen per ésser formats ràpidament per l'alteració del seu material parentiu i que no tenen encara horitzons definits. Tanmateix, estan més desenvolupats que no pas altres sòls més joves com els entisòls. No tenen gaire acumulació d'argiles, òxids de ferro, òxids d'alumini ni matèria orgànica i la meteorització dels seus minerals és encara la d'aquells més solubles, com ara el bicarbonat o el guix. La seva distribució és d'aproximadament un 10% del total de les terres emergides de la Terra que no són cobertes pel glaç, tant a deltes com a boscos de muntanya.
Es considera que, quan els inceptisòls són rics en bases (és a dir, encara mantenen un bon percentatge de bicarbonats o guixos abans de ser erosionats), són aptes per a l'agricultura. Nogensmenys, són força heterogenis i complicats de caracteritzar granulomètricament; en casos de certa acidesa, erosió o partícules grosses són millorables per mitjà de fertilitzacions o fems.